# Шварц, Лоран
Лора́н-Мои́з Шварц (фр. Laurent-Moïse Schwartz, 5 марта 1915, Париж, Франция — 4 июля 2002, там же) — французский математик, внёсший заметный вклад в развитие функционального анализа, член группы Бурбаки, лауреат Филдсовской премии (1950).

## Биография
Родился в еврейской семье из Эльзаса. Отец — Ансельм Шварц (Anselme Schwartz, 1872—1957) — хирург, член Французской академии наук; мать — Клер Дебре (Claire Debré, 1888—1972) — из эльзасского раввинского рода Дебре (фр. famille Debré), из которого вышли политические деятели и учёные; так, дядя Шварца по материнской линии Робер Дебре был учёным-медиком и педиатром, двоюродный брат — первый премьер-министр французской Пятой республики Мишель Дебре.
Женат на дочке Поля Леви. Дочь замужем за французским физиком Уриелем Фришем (en:Uriel Frisch), работающим в Швейцарии.
В 1934 году поступил в знаменитую Высшую нормальную школу, в 1937 году был призван в армию. Во время оккупации Франции фашистами, будучи евреем, скрывался от гестапо по подложным документам. В 1943 году, тем не менее, защитил диссертацию в Страсбурге. После войны был профессором в Сорбонне и Политехнической школе.
Основные работы в области функционального анализа, особенно теории обобщённых функций, за обобщение результатов которой получил в 1950 году Филдсовскую премию (Шварц столкнулся с существенными трудностями, когда американские власти из-за левых убеждений математика попытались не допустить его в страну для получения награды). Позднее Шварц усилил ранее полученные результаты, доказав (вместе с Жаном Дьёдонне) теоремы о двойственности в пространствах Фреше. Также важны его работы в области топологии и математической физики.
Из его учеников наиболее известен Александр Гротендик.
Также занимался активной общественной деятельностью, был человеком левых взглядов (в молодости относил себя к троцкистам, в зрелом возрасте — к демократическим социалистам), выступал против войн, которые французы и американцы вели во Вьетнаме, французы — в Алжире, СССР — в Афганистане.

## Избранные труды
- Шварц Л. Комплексные аналитические многообразия. Эллиптические уравнения с частными производными. — М: Мир, 1964.
- Шварц Л. Применение обобщённых функций к изучению элементарных частиц в релятивистской квантовой механике. — М: Мир, 1964.
- Шварц Л. Математические методы для физических наук. — М: Мир, 1965.
- Шварц Л. Анализ, т. 1—2. — М: Мир, 1972.
- Laurent Schwartz, Theorie Des Distributions, Hermann Paris, 1951.
- Laurent Schwartz, Israel Halperin, Introduction to the theory of distributions. Based on the lectures given by Laurent Schwartz. University of Toronto Press, 1952.
- Laurent Schwartz, Les tenseurs, Hermann, 1975.
- Laurent Schwartz, Théorie des distributions. Troisième cycle et recherche. Hermann, Paris (October 21, 1997).
- Laurent Schwartz, Mathematics for the Physical Sciences (Dover Books on Mathematics). Dover Publications (April 21, 2008).